# Alvin Weinberg

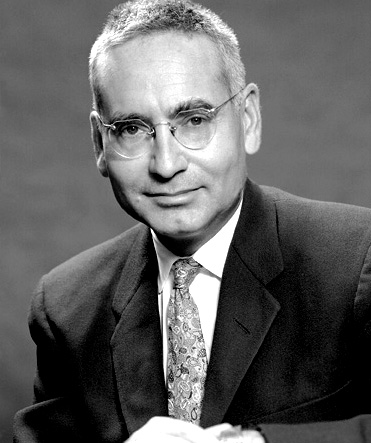
Alvin Weinberg

Alvin Martin Weinberg (Chicago, 20 april 1915 - Oak Ridge (Tennessee), 18 oktober 2006) was een Amerikaanse natuurkundige.
Weinberg werd geboren in een Joods-Russisch immigrantengezin. Tijdens de Tweede Wereldoorlog werkte hij in een team van theoretische natuurkundigen aan de Universiteit van Chicago. In 1945 verhuisde hij naar Oak Ridge in Tennessee waar hij ging werken bij het Oak Ridge National Laboratory (ORNL) dat onder meer een aandeel had in het zogeheten Manhattanproject (de ontwikkeling van de Amerikaanse atoombom). Hij vervulde diverse leidinggevende functies bij dit natuurkundig instituut en van 1955 tot 1973 had hij zelfs de algehele leiding. De uitvinding van nucleair wapentuig liet hem niet onberoerd, na de oorlog sprak hij er zijn bezorgdheid over uit.
Weinberg octrooieerde de LFTR (Liquid FLuoride Thorium Reactor).
Weinberg was een vurig voorstander van kernenergie en stelde daarom als eerste de vorming van de American Nuclear Society voor. Laatstgenoemde die in 1954 het levenslicht zag, stelde in 1995 de Alvin M. Weinberg Medal in, een jaarlijks uit te reiken onderscheiding aan diegenen die zich inzetten voor de bevordering van de maatschappelijke acceptatie van kernenergie.
In 1963 kwam er onder zijn voorzitterschap een rapport van een Amerikaanse overheidscommissie uit met de officiële titel "Science, Government, and Information" (SGI) (vertaald: wetenschap, bestuur en informatie) maar dat in de praktijk het Weinberg-rapport ging heten. Dit rapport had als onderwerp het communiceren van allerlei wetenschappelijke bevindingen naar technici en het grote publiek.
Alvin Weinberg overleed thuis op 91-jarige leeftijd.